# Märta Ottoson
Märta Kristina Ottoson, född Olsson 16 januari 1897 i Uppsala, död 29 maj 1974 i Gustav Vasa församling i Stockholm, var en svensk operettsångare och skådespelare.

## Biografi
Ottoson debuterade i Lille hertigen på Oscarsteatern 1919 och blev kvar på den teatern till 1925. Därefter följde gästspel i Sverige, Norge och Finland och vid Stora Teatern 1935.
Hon var sedan 1921 gift med operettsångaren och regissören Elvin Ottoson och mor till journalisten Lars-Henrik Ottoson. Hon sjöng duett med maken på tolv skivinspelningar. Makarna är begravda på Norra begravningsplatsen utanför Stockholm.

## Filmografi
- 1920 – Ett ödesdigert inkognito
- 1925 – Tre Lejon
- 1940 – En sjöman till häst
- 1943 – Livet på landet
- 1949 – Sjösalavår
- 1957 – Mamma tar semester

## Teater

### Roller (ej komplett)
| År   | Roll      | Produktion                                                                           | Regi            | Teater        |
| ---- | --------- | ------------------------------------------------------------------------------------ | --------------- | ------------- |
| 1921 |           | Sista valsen Oscar Straus                                                            | Carl Barcklind  | Oscarsteatern |
| 1923 | Gri-Gri   | Gri-Gri Paul Lincke, Heinrich Bolten-Baeckers och Jules Chancel                      | Elvin Ottoson   | Oscarsteatern |
| 1931 | O Lia San | Viktorias husar Paul Abraham, Emmerich Földes, Alfred Grünwald och Fritz Löhner-Beda | Oskar Textorius | Odéonteatern  |

## Bilder

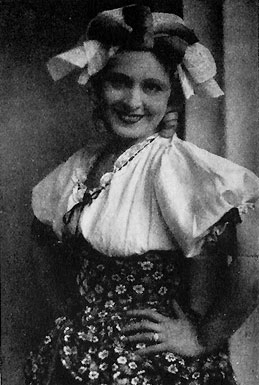
Märta Ottoson i Cornevilles klockor